# Мантийная линия

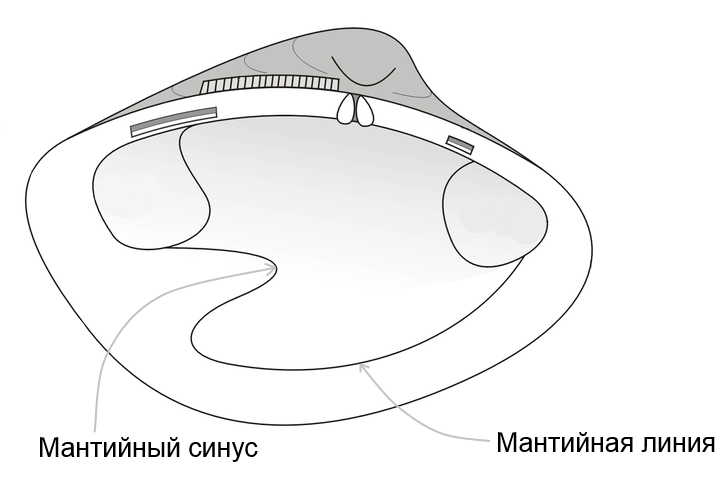
Мантийная линия и мантийный синус на створке двустворчатого моллюска

Мантийная линия или отпечаток — место прикрепления края мантии к внутренней поверхности раковины моллюсков при помощи мышц, служащих ретракторами мантийного края. В месте образования сифона эти мышцы играют роль ретрактора сифона и естественно развиты сильнее. Мантийная линия в этом месте делает изгиб внутрь или образует мантийный синус (мантийную выемку).